# 黑帶泥鱂
黑帶泥鱂為輻鰭魚綱鯉齒目花鳉科的其中一種。

## 分布
本魚分布於中美洲海地的溪流中。

## 特徵
本魚體色為銀藍色，體側上具有數條深色橫紋。背鰭大呈扇狀並佈滿深色小圓斑，成年雄魚魚體成駝背狀，魚體後下部為龍骨形。雌魚腹部較下垂，橫條紋較短、較寬，體長可達5.2公分。

## 生態
本魚棲息於淡水的河流小溪中，幼魚常成群躲藏在水草中，性情溫和，屬雜食性。

## 經濟利用
為觀賞性魚類。

## 扩展阅读
維基物種上的相關：黑帶泥鱂